# Ixora inexpecta
Ixora inexpecta är en måreväxtart som beskrevs av Cornelis Eliza Bertus Bremekamp. Ixora inexpecta ingår i släktet Ixora och familjen måreväxter. Inga underarter finns listade i Catalogue of Life.